# Saint-Julien (Var)
Saint-Julien, auch Saint-Julien-le-Montagnier (okzitanisch Sant Julien lo Montanhier) ist eine französische Gemeinde mit 2.399 Einwohnern (Stand 1. Januar 2022) im Département Var in der Region Provence-Alpes-Côte d’Azur. Sie gehört zum Kanton Saint-Maximin-la-Sainte-Baume im Arrondissement Brignoles.

## Geografie
Das kleine provenzalische Dorf Saint-Julien liegt erhöht auf einem Hügel, der sich wie isoliert fast 300 m über die Ebene der Hochprovence erhebt. Die aufeinander folgenden felsigen Plateaus sind mit einer strauchartigen, mageren Vegetation bedeckt. Das Gemeindegebiet wird vom Flüsschen Malaurie durchquert.
Die Gemeinde liegt im Regionalen Naturpark Verdon.

## Geschichte
Archäologische Untersuchungen haben für die Höhle von Pignolets eine vorgeschichtliche Besiedelung nachgewiesen. Andere Spuren belegen Siedlungen in keltisch-ligurischer Zeit in Gourdane. In gallo-römischer Zeit lebten Menschen in Malaurie, Sainte-Anne, Saint-Julien und im wichtigen römischen Stützpunkt Saint-Plume.
Im Mittelalter wurde Saint-Julien erstmals im Jahr 1182 als Sanctus Julianus Montanarius erwähnt. Als Andere Namen des Ortes werden schon bald Saint-Julien-le-Montagnier und später Saint-Julien-la-Montagne verwendet. Der erste belegte "Herr" von Saint-Julien war eine Frau: Laure de Saint-Julien, die für ihre Schönheit bekannt war und vom Troubadour Foulquet de Marseille besungen wurde. In der Folge lag die Herrschaft nacheinander bei den Grafen von Marseille, Arnaud de Triano, und den Familien von Castellane und Forbin. Das heute vollständig zerstörte Schloss wurde durch den Templerorden errichtet.

### Bevölkerung
| 1962 | 1968 | 1975 | 1982 | 1990 | 1999 | 2009 | 2017 |
| 396  | 421  | 611  | 825  | 1149 | 1280 | 1983 | 2409 |

Wie in vielen Gemeinden des Departements ist die Bevölkerung der Gemeinde seit Beginn der 1960er Jahre bis heute stark angewachsen. Ursache dieser Entwicklung ist allein ein anhaltend starker Zuzug vor allem aus anderen Teilen Frankreichs, da die Geburtenziffer im gesamten Zeitraum negativ war.

## Kultur und Sehenswürdigkeiten
- Die Architektur der als Inscrit Monument Historique eingetragenen romanischen Kirche Saint Trinité ist charakteristisch für Kirchen der Hochprovence: Ein hochgezogenes Hauptschiff mit einem von Bögen gestützten Tonnengewölbe als Dach und einer runden Apsis. Der hölzerne Hauptaltar der Kirche stammt aus dem 17. Jahrhundert und ist vergoldet. Der Chor wird durch eine Laterne in Form eines viereckigen Felsens beleuchtet.
- Vom Ort aus hat man einen Blick über die Umgebung. Ein Stadttor und die Überreste der einstigen Befestigungsanlage sind die letzten Zeugen der ehemaligen Festung.